# Alberto Cova
Alberto Cova (* 1. Dezember 1958 in Inverigo, Provinz Como) ist ein ehemaliger italienischer Langstreckenläufer.

## Biografie
Nach seinen Erfolgen in der Jugend (er hatte mit 14 Jahren mit der Leichtathletik begonnen) schloss er sich der Trainingsgruppe von Giorgio Rondelli in Mailand an. Dieser legte Wert auf Gruppentraining mit großen Trainingsumfängen. Hier gewann er 1980 den ersten seiner 14 italienischen Meistertiteln.
Cova war bekannt für seinen extrem schnellen Schlusssprint. Seine Gegner hatten oft nur dann eine Chance, wenn sie von Start bis Ziel ein hohes Tempo beibehielten. Seinen ersten Erfolg konnte Cova bei den Europameisterschaften 1982 in Athen feiern, wo er den favorisierten Werner Schildhauer aus der DDR überspurtete und zur Überraschung aller gewann. Er räumte gegenüber Journalisten ein, dass sein guter Endspurt nicht nur an seinem Training, sondern auch an seinem (damals noch nicht verbotenen) Eigenblutdoping liegen könne.
Bei den ersten Weltmeisterschaften 1983 in Helsinki galt Cova zwar nicht als Sieganwärter, aber doch als Medaillenkandidat. Das 10.000-Meter-Rennen in Helsinki wurde langsam gelaufen. 600 Meter vor dem Ziel waren noch immer 13 Läufer zusammen. 30 Meter vor dem Ziel lag Cova nur an fünfter Stelle. Doch erneut zeigte er seine gefürchtete Endschnelligkeit und verwies Schildhauer auf den zweiten Platz.
Das 10.000-Meter-Rennen bei den Olympischen Spielen 1984 in Los Angeles war noch langsamer als jenes von Helsinki. Es schien, als ob niemand seine Lektion gelernt hätte. Denn erst ab Kilometer 7 beschleunigte der Finne Martti Vainio das Tempo, nur Cova konnte ihm folgen. Vainio hielt sein hohes Tempo nicht durch und Cova überholte ihn mühelos in der letzten Runde. Cova gewann damit seinen letzten internationalen Titel.
Bei den Europameisterschaften 1986 in Stuttgart wurde Cova Opfer seiner eigenen Taktik. Sein Landsmann Stefano Mei überholte ihn auf der letzten Runde des 10.000-Meter-Rennens. Cova gewann nie mehr ein bedeutendes Rennen. Bei den Olympischen Spielen in Seoul schied er bereits im Vorlauf aus.
Von 1994 an begann er mit einer politischen Karriere und war u. a. Stadtratsmitglied für die konservative Polo delle Libertà von Olgiate Comasco.

## Auszeichnungen
- Italiens Sportler des Jahres (La Gazzetta dello Sport): 1983, 1985